# Scott McTominay
Scott Francis McTominay, född 8 december 1996 i Lancaster i England, är en skotsk fotbollsspelare (mittfältare) som spelar för SSC Napoli och det skotska herrlandslaget.

## Karriär

### Klubbkarriär
Som femåring blev Scott McTominay en del av Manchester United, i vilka han sedan kom att klättra hela vägen till seniorlaget. Efter att ha tagit plats på bänken i mötet mot Swansea City i den föregående omgången fick Scott McTominay göra sin seniordebut för Manchester United i Premier League-mötet med Arsenal den 7 maj 2017, då han gjorde ett inhopp i den 84:e matchminuten.
I den sista matchen för säsongen 2016/2017 fick Scott McTominay för första gången chansen från start i Manchester United. Då han i sin blott andra ligamatch spelade hela matchen i 2-0-segern mot Crystal Palace.
I augusti 2024 kontrakterades McTominay av Serie A-klubben SSC Napoli.

### Landslagskarriär
Scott McTominay har skotsk bakgrund och trots att han är född i England har han deklarerat att han vill representera Skottland, och sagt att han känner sig "mer skotsk än engelsk".

### Spelstil
Efter att i yngre år använts i en nummer 10-roll skolades Scott McTominay i 16-årsåldern om till en mer klassisk innermittfältare. Kort innan han gjorde sin debut för Manchester United användes han även som anfallare i ungdomslagen.